# Natale Imperatori
Natale Agostino Giuseppe Imperatori (Lugano, 13 marzo 1830 – Lugano, 30 giugno 1909) è stato un patriota e militare svizzero.

## Biografia
Nato a Lugano, si arruolò assieme al fratello Enrico in un reggimento svizzero dell'Esercito borbonico. Nel 1860 disertò e giunto a Genova partì con i Mille di Garibaldi combattendo nella battaglia di Calatafimi e all'insurrezione di Palermo.
Il suo nome su fu omesso dall'elenco generale dei Mille dopo che venne arrestato nel 1863 e condannato a vent'anni di carcere il 23 ottobre 1864 per aver complottato di uccidere Napoleone III assieme ad altri tre, tra cui un altro ex garibaldino, Angelo Scaglioni.
Venne quindi deportato nel bagno penale di Fort-de-France (ribattezzata Nouméa nel 1866) in Nuova Caledonia dove rimase fino alla caduta del Secondo Impero nel 1870 in seguito alla sconfitta nella Guerra franco-prussiana.
Ritornato a Lugano e senza la pensione assegnata ai Mille a causa della condanna penale, apri una libreria e cartoleria, facendo anche il piccolo editore, e si avvicinò all'internazionalismo e all'anarchismo, anche se rimase dissidente e alla fine del 1875 fondò la Sezione del Ceresio degli anarchici svizzeri. Morì a Lugano nel 1909.